# ㅠ
ㅠ是朝鲜语谚文中的一个元音字母，在韩国的谚文字母表中排序第22位，在元音字母中排序第8。该字母的名称为“유”。
ㅠ是一个双元音，由硬颚近音半元音/j/和闭后圆唇元音/u/连读而组成，即/ju/。
ㅠ在馬-賴轉寫和文观部式中均转写为yu。
ㅠ在朝鲜语盲文中，被表记为。其摩尔斯电码为“・－・”。
在韓國網絡用語中，由於ㅠ看起來像一隻流淚的眼睛，所以ㅠㅠㅠ代表哭泣的意思。

## 字符编码
| 種類               | 用途 | Unicode | HTML     |
| ------------------ | ---- | ------- | -------- |
| 諺文相容字母       | ㅠ   | U+3160  | &#12640; |
| 諺文字母應用       |      | U+1172  | &#4466;  |
| 漢陽私人使用區應用 |      | U+F83C  | &#63548; |
| 半形字母           | ￗ    | U+FFD7  | &#65495; |